# Пластикова пляшка

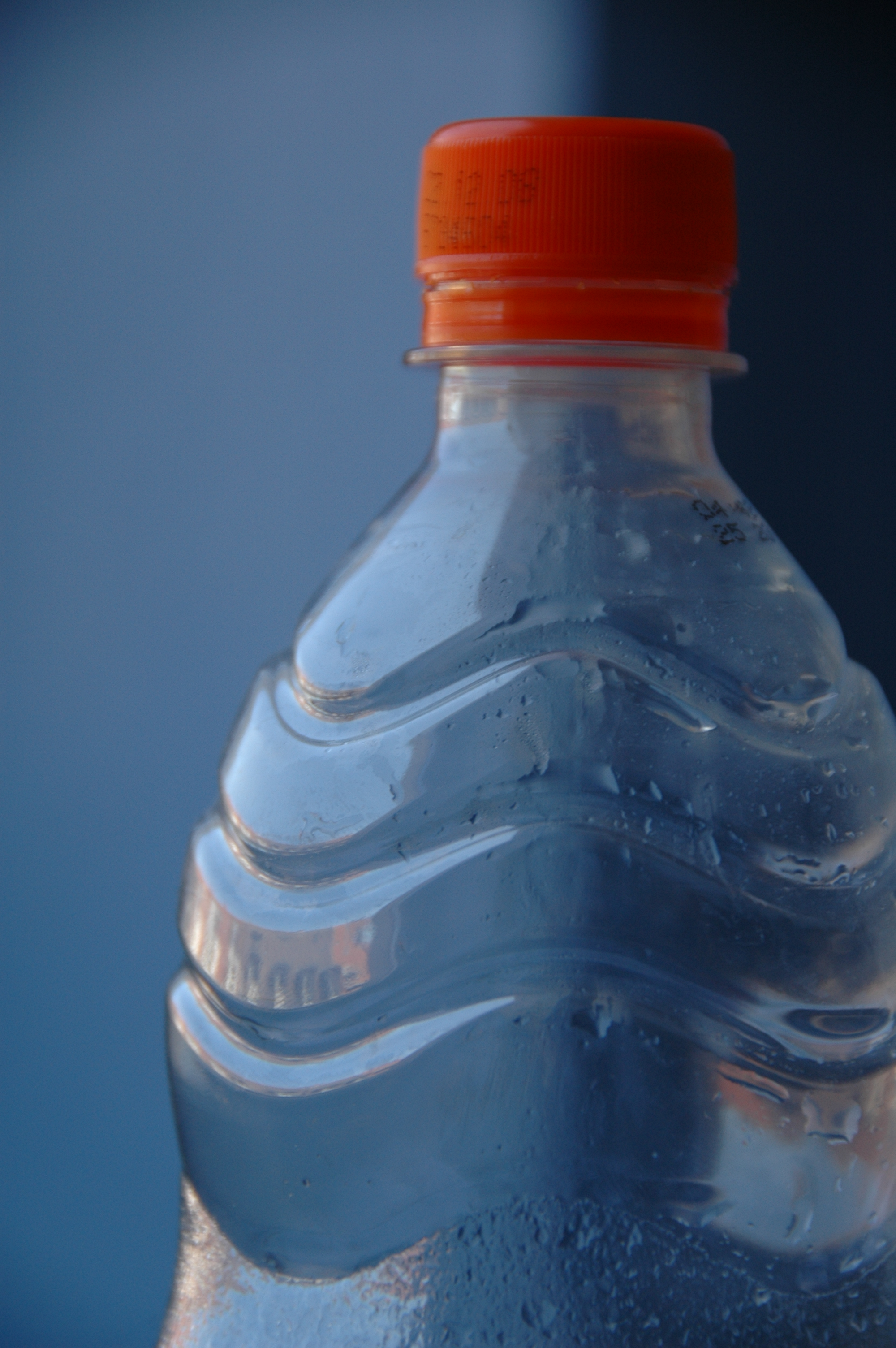
ПЕТ-пляшка

Пластикова пляшка — пластиковий контейнер для утримування, захисту та транспортування рідин. Пластикові пляшки зручні у виробництві, експлуатації на лініях розливу, транспортуванні в них готового продукту, оскільки їхня вага до десяти разів менше, ніж скляних пляшок, вони не б'ються. Пластикові пляшки, як правило, використовують для зберігання рідин, таких як вода, безалкогольні напої, моторні оливи, рослинна олія, ліки, шампуні, молоко, чорнило, пиво тощо.

## Історія
Пластикові пляшки були вперше використані в комерційних цілях в 1947 році, але залишалися відносно дорогими до початку 1960-х років, коли були виготовлені з поліетилену високої щільності (PEHD / HDPE).
Вони швидко стали популярними як у виробників, так і у споживачів через їхню простоту застосування і порівняно низькі витрати на виробництво в порівнянні зі скляними пляшками. В харчовій промисловості практично повністю замінено скло пластиковими пляшками, а вино і пиво, як і раніше широко продається в скляних пляшках.
Вчені Массачусетського технологічного інституту розробили суперслизьке покриття внутрішньої поверхні пляшки, з таких пляшок можна легко вилити всю рідину, без залишків продукту. Ця розробка також зменшує кількість відходів на будь-якому етапі використання тари.

## Виготовлення
Пластикові пляшки формуються з використанням різних методів. Вибір матеріалу варіюється в залежності від застосування.

### HDPE

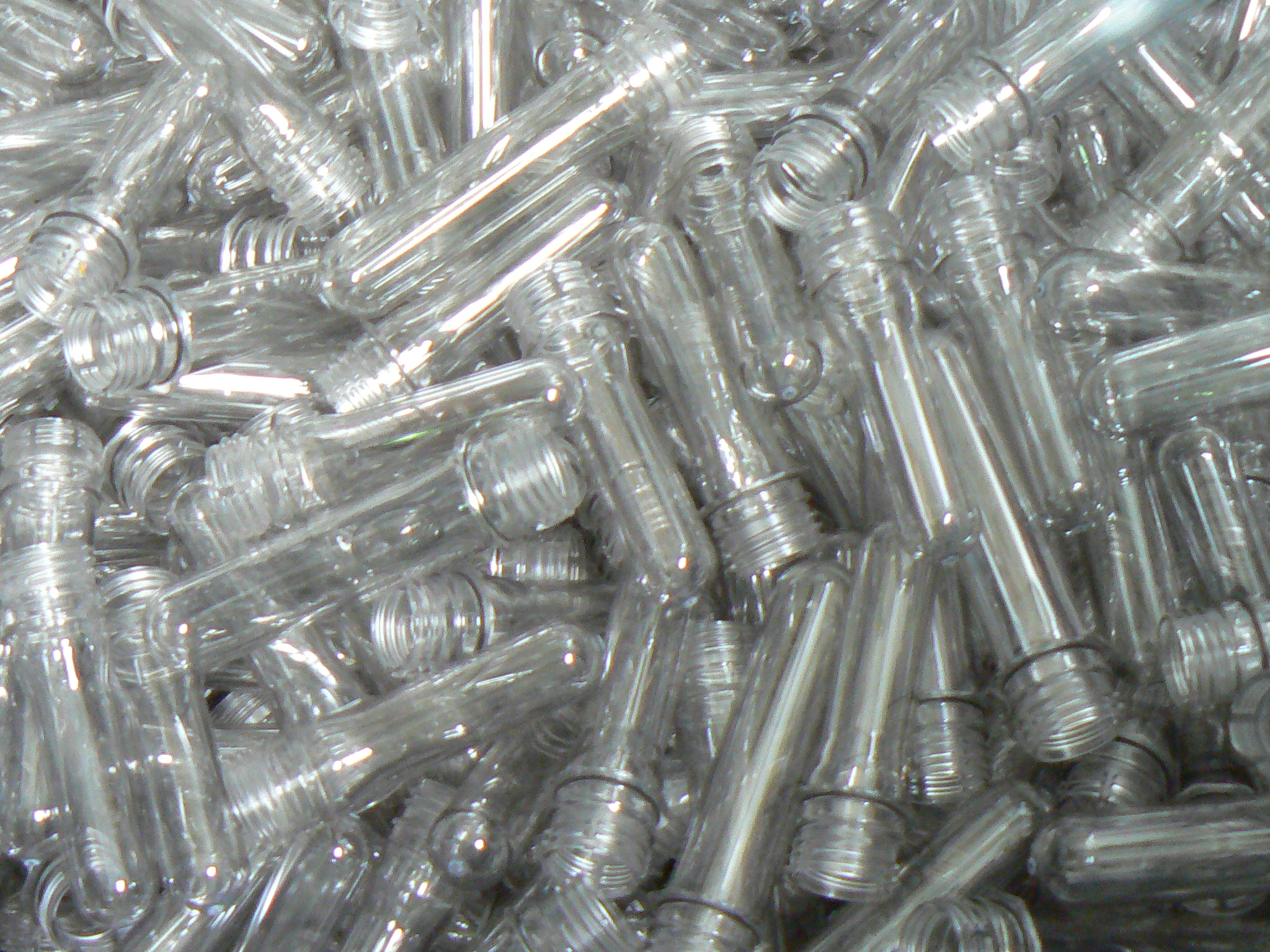
Заготовки пластикових пляшок (або «преформа») перед видувним формуванням пляшки.

Поліетилен високої щільності (HDPE): є найбільш широко використовувана смола для пластикових пляшок. Цей матеріал є економічним, ударостійкий, і забезпечує хороший бар'єр проникності вологи. HDPE сумісний з широким спектром продуктів, включаючи кислоти і луги, але не сумісний з розчинниками. HDPE природно прозорий і гнучкий. Хоча HDPE забезпечує хороший захист при температурі нижче точки замерзання, він не може бути використаний з продуктами нагрітими вище ніж на 71°С (160 °F) або продуктами, що вимагають герметичного (вакуумного) пакування.

### LDPE
Поліетилен низької щільності(LDPE): Це менш жорсткий і в цілому менш хімічно стійкий, ніж HDPE, але є прозорішим. LDPE значно дорожчий, ніж HDPE.

### PET, PETE
Поліетилентерефталат : терефталат (PET, PETE або поліестер) зазвичай використовують для газованих напоїв і води. Хороша хімічна стійкість (хоча ацетон і кетони руйнують ПЕТ а кислоти та луги роблять його непрозорим та крихким) і висока ступінь удароміцності і міцності на розрив. Цей матеріал не забезпечує стійкість до високих температур, максимальна температура 71°С.

### PVC
Полівінілхлорид (ПВХ): має дуже хорошу стійкість до олив і характеризується дуже низьким рівнем передачі кисню. Цей матеріал забезпечує пляшці відмінний бар'єр для більшості газів, гарну ударну в'язкість. Матеріал хімічно стійкий, але вразливий до впливу розчинників. ПВХ є відмінним вибором для зберігання салатної олії, мінеральної оливи, і оцту. Він також широко використовується для шампунів і косметичних засобів. ПВХ експонати мають слабку стійкість до високих температур і буде деформуватися при 71°С (160 °F), що робить таку пляшку непридатною для заповнення гарячими продуктами.

### PP
Поліпропілен: переважно використовують для банок з відмінним бар'єром вологи. Одна з головних переваг поліпропілену — його стабільність при високих температурах до 93 °C (200 °F). Поліпропілен придатний до обробки в автоклавах і стерилізації парою, придатний для заповнення гарячими продуктами. Поліпропілен має відмінну хімічну стійкість, але має нижчу ударостійкість при низьких температурах.

### PS
Полістирол: Пляшка зазвичай використовують з сухими продуктами, включаючи вітаміни, спеції та ін.. Полістирол не забезпечує гарні бар'єрні властивості і має погану ударостійкість.

### Пост-споживчі смоли (PCR)
PCR є сумішшю вторинно перероблених HDPE (в основному ємності з молока і води) з первинним HDPE. Перероблений матеріал очищають, і переробляють в єдині гранули разом з первинним матеріалом, що спеціально проводиться для створення опору до розтріскування. PCR не має запаху, але має незначний жовтий відтінок в його природному стані. Цей відтінок може бути приховано за рахунок додавання кольору. PCR легко обробляється і недорогий. Тим не менш, він не може вступати в прямий контакт з харчовою чи фармацевтичною продукцією. PCR може випускатися з різним вмістом продуктів переробки (до 100 %).

### K-смоли SBC
K-смоли ідеально підходять для широкого спектра пакувальних матеріалів в силу своїх: блиску, глянцю і ударостійкості. K-смоли, похідні стиролу, легко обробляються на поліетилен-обладнанні. Підходять для упаковки багатьох продуктів, але несумісні з насиченими і ненасиченими жирами і розчинниками.

### HDPE, оброблений фтором
Пляшки піддаються впливу фторуючого газу у вториній операції. Пляшки зовні схожі на HDPE і мають виняткові бар'єрні властивості до вуглеводнів і ароматичних розчинників. «Фтор-оброблені» пляшки чудово підходять для використання як пляшок з інсектицидами, пестицидами, гербіцидами, фотографічними хімікатами, сільськогосподарськими хімікатами, побутовими та промисловими очищувачами, електронними хімічними речовинами, медичними очищувачами і розчинниками, ароматизаторами, віддушками, ефірними оліями, поверхнево-активними речовинами, поліролями, добавками, продуктами очищення графіті, виробами для догляду за каменем і плиткою, восками, розчинники, бензином, біодизелем, ксилолом, ацетоном, гасом і багатьма іншими продуктами.

## Маркування

Код ідентифікації смоли для ПЕТ

Пластикові пляшки, відзначені на їх тілі кодом ідентифікації смоли для позначення використовуваного матеріалу:

1 — РЕТ (Polyethylene Terephthalate) — (поліетилентерефталат)
2 — HDPE (High Density Polyethylene) — (поліетилен високої щільності)
3 — PVC (Polyvinyl Chloride) — (полівінілхлорид)
4 — LDPE (Low Density Polyethylene) — (поліетилен низької щільності)
5 — РР (Polypropylene) — (поліпропілен)
6 — PS (Polystyrene) — (полістирол)
7 — Інше

## Вплив на здоров'я і навколишнє середовище

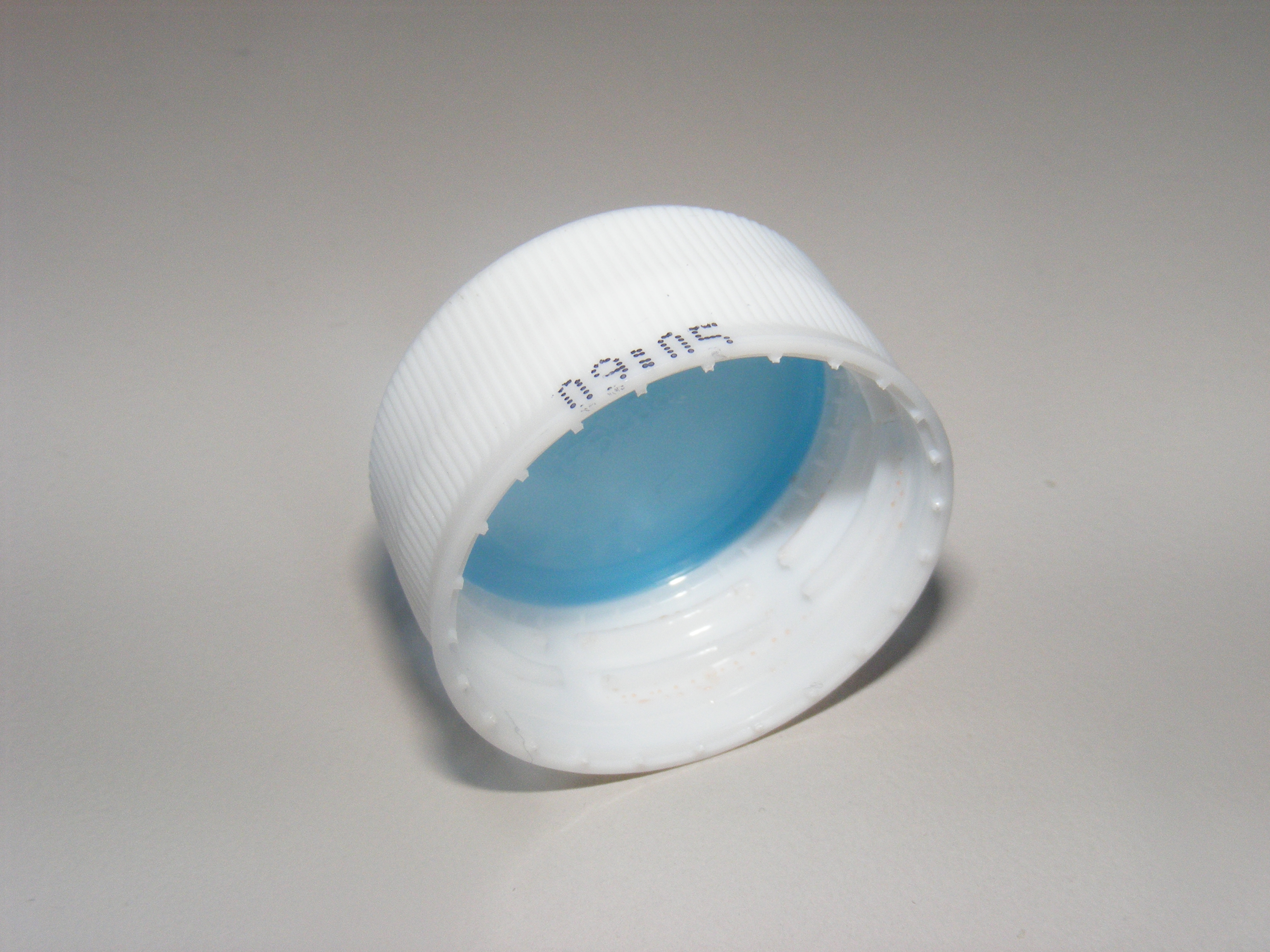
Пластиковий ковпачок пляшки

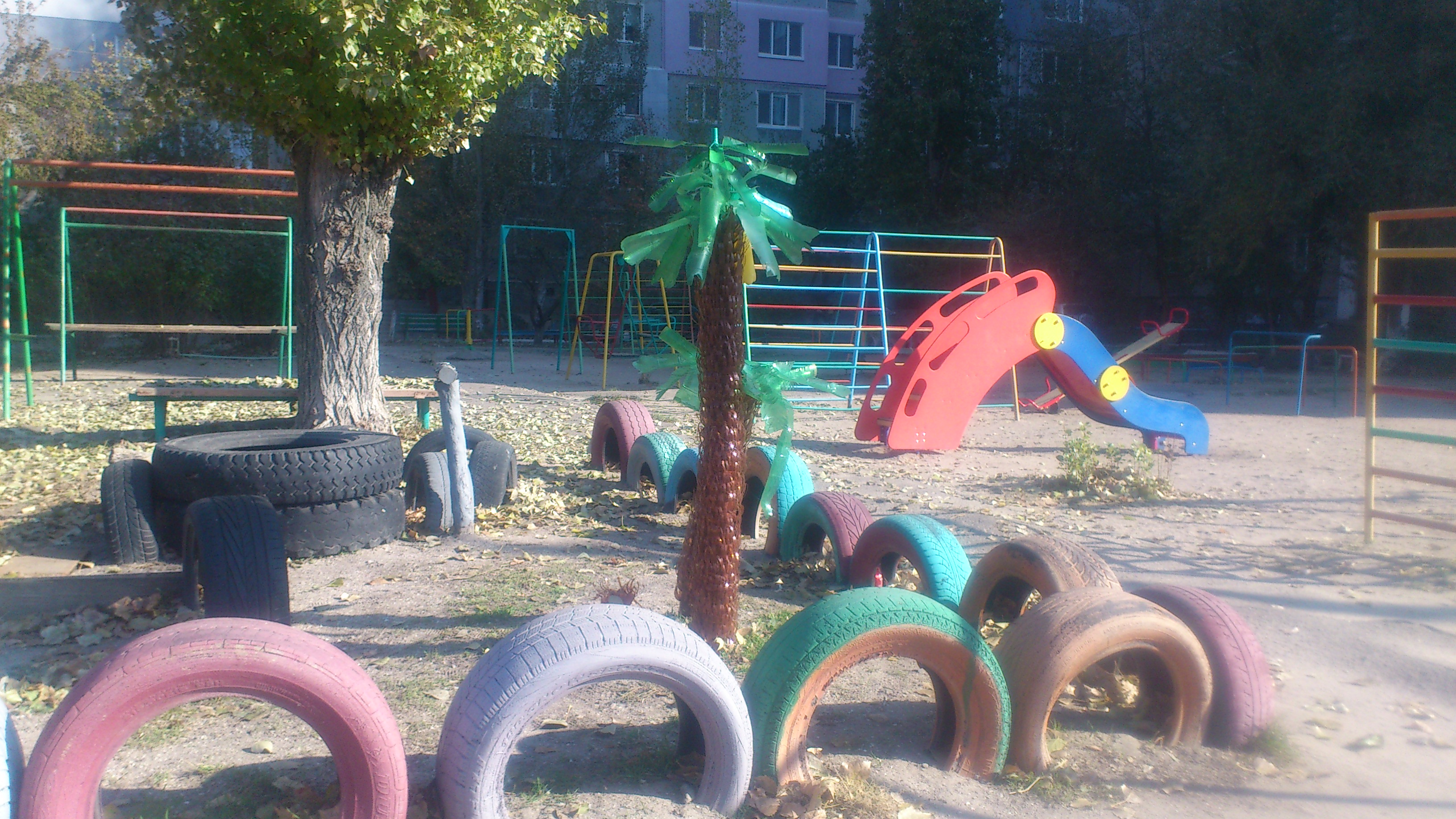
Дитячий майданчик з автошинами і деревом з пет-пляшок на Намиві в Миколаєві

Потрапляючи в довкілля пластик розпадається на крихітні мікроскопічні шматочки, які осідають у ґрунтах або забруднюють водні шляхи. Наразі повністю відмовитися від пластику в глобальних масштабах не вийде, але в побуті це завдання є цілком можливим. Саме побутовий пластик найбільше забруднює довкілля. 2020 року науковці Центру досліджень навколишнього середовища імені Гельмгольца (Лейпциг) виявили на звалищі пластикових відходів бактерію, здатну харчуватися пластиком. Її віднесли до родини Pseudomonas, які відомі здатністю виживати в суворих умовах: за високих температур і в кислотних середовищах.